# 東研
株式会社東研（とうけん、英: TOHKEN CO., LTD.）は、かつて東京都新宿区に本社を置いていた、主にバーコード、二次元コード、X線顕微鏡検査装置を中心とした電気機器メーカー。2012年2月に株式会社マーステクノサイエンスに吸収合併（同時に株式会社マーストーケンソリューションに商号変更）され、消滅した。

## 沿革
- 1970年 - コアル商事株式会社を設立。
- 1971年 - 株式会社東研に商号変更。
- 2001年12月 - 株式を店頭登録（現在のJASDAQ市場）。
- 2009年12月 - マースエンジニアリングと提携。
- 2011年8月 - 上場廃止。
- 2011年9月 - 株式交換によりマースエンジニアリングの完全子会社となる。
- 2012年2月 - マースエンジニアリングの完全子会社である株式会社マーステクノサイエンスに吸収合併され、株式会社マーストーケンソリューションとなる。

## 事業所
- 本社 - 東京都新宿区
- 第1、第2、第3テクニカルセンター - 東京都調布市
- 諏訪工場 - 長野県諏訪郡原村

## 主要な製品
- バーコードリーダ
- 二次元コードリーダ
- X線顕微鏡検査装置